# 5233 Nastes
5233 Nastes eller 1988 RL10 är en trojansk asteroid i Jupiters lagrangepunkt L5. Den upptäcktes 14 september 1988 av den amerikanska astronomen Schelte J. Bus vid Cerro Tololo. Den är uppkallad efter Nastes i den grekiska mytologin.
Asteroiden har en diameter på ungefär 29 kilometer.